# Lejernes Landsorganisation
Lejernes Landsorganisation (forkortet LLO) er en dansk forening for bolig- og erhvervslejere.

## Historie
I 1966 gennemførtes der væsentlige ændringer i boliglovgivningen, der ramte lejerne. Der blev åbnet for ejerlejlighedsudstykninger og lejestigninger. Før var lejerne organiseret i to konkurrerende lejerorganisationer: De samvirkende danske Lejerforeninger (stiftet 28. januar 1917) og Danmarks Lejerforbund (stiftet i 1941).
Angrebene på lejernes interesser bidrog til, at de to organisationer i 1966 fandt sammen og dannede Lejernes LO (LLO). Det skete den 29. - 30. oktober 1966 ved en enhedskongres, der blev afholdt på Frederiksberg. Formanden for Danmarks Lejerforbund, Hans Halvorsen, Frederiksberg, blev valgt som formand for den nye fælles organisation. Næstformand blev Arne Christiansen fra De samvirkende danske Lejerforeninger.
Lejernes LO er en landsdækkende organisation med lokale afdelinger rundt i landet.
Organisationen er aktiv i boligpolitiske spørgsmål nationalt og lokalt. Derudover kan den enkelte lejer søge råd og assistance om lejeforhold.
I 1996 meldte afdelingerne i Odense, Svendborg og Munkebo sig ud af LLO på grund af utilfredshed med blandt andet topstyring fra København.[kilde mangler]
I 2000 mistede organisationen omkring 5.000 medlemmer grundet interne stridigheder i Hovedstaden. De førte til oprettelsen af organisationen Bosam
Fra august 2015 til januar 2016 ekskluderede Hovedbestyrelsen i LLO adskillige tillidsfolk fra jysk-fynske afdelinger, da de ifølge hovedbestyrelsen handlede mod organisationens love og vedtægter. Dette mente de jysk-fynske afdelinger ikke. De dannede organisationen "Danske Lejere" , der mener, at LLO brød adskillige af organisationens egne vedtægter. De truede de seneste års opbygning af afdelingernes medlemsservice i Jylland-Fyn på deres eksistens.
Forud for kongressen den 27. - 28. oktober 2018 vedtog fire afdelinger af LLO, Aarhus, Randers/Djursland, Esbjerg og Slagelse, at udmelde sig af organisationen af frygt for centraliseringer, der var forslået inden kongressen. Udmeldelserne effektueredes fra 1. januar 2019 .
Ved et hovedbestyrelsesmøde den 5. september 2020 ekskluderede Lejernes LO deres afdeling i Næstved.  Næstved var historisk en af de stærkeste købstadsafdelinger tilknyttet Lejernes LO.